# Middelgrieks
Middelgrieks, ook wel Middeleeuws Grieks (Μεσαιωνική Ελληνική) of Byzantijns Grieks genoemd, is de historische ontwikkelingsfase van de Griekse taal tussen het einde van de klassieke oudheid in de 4e of 5e eeuw en het einde van de middeleeuwen in de 15e eeuw. De conventionele begin- en einddatums hiervoor zijn 330 (toen keizer Constantijn de Grote zich vestigde in Byzantion, later Constantinopel genoemd) en 1453 (Beleg en val van Constantinopel). Echter worden de schrijvers van de 4e eeuw vaak nog gerekend tot de voorgaande periode van het Koinè-Grieks. Het Middelgrieks werd opgevolgd door het Nieuwgrieks.